# Droga wojewódzka nr 648
Droga wojewódzka nr 648 (DW648) – droga wojewódzka o długości 49 km, łącząca Miastkowo z Przytułami.

## Miejscowości leżące przy trasie DW648
- Miastkowo (DW760)
- Korytki Leśne
- Chmielewo
- Nowogród (DW645)
- Morgowniki (DW645)
- Serwatki
- Rudka-Skroda
- Cwaliny Duże
- Kąty
- Nowe Rakowo
- Korzeniste (DK63)
- Poryte
- Stawiski (S61) (DW647)
- Cedry
- Lisy
- Przytuły (DW668)